# Deropeltis zulu
Deropeltis zulu är en kackerlacksart som beskrevs av Karlis Princis 1963. Deropeltis zulu ingår i släktet Deropeltis och familjen storkackerlackor. Inga underarter finns listade i Catalogue of Life.